# 이셀린 솔헤임
이셀린 뢰켄 솔헤임(노르웨이어: Iselin Løken Solheim, 1990년 6월 20일 ~ )은 노르웨이의 싱어송라이터이다. 앨런 워커의 곡 〈Faded〉의 보컬로 이름을 알렸다.